# Mesnil-Saint-Père
Mesnil-Saint-Père és un municipi francès situat al departament de l'Aube i a la regió del Gran Est. L'any 2007 tenia 385 habitants.

## Demografia

### Població
El 2007 la població de fet de Mesnil-Saint-Père era de 385 persones. Hi havia 164 famílies de les quals 40 eren unipersonals (12 homes vivint sols i 28 dones vivint soles), 48 parelles sense fills, 60 parelles amb fills i 16 famílies monoparentals amb fills.
La població ha evolucionat segons el següent gràfic:
Habitants censats

### Habitatges
El 2007 hi havia 281 habitatges, 167 eren l'habitatge principal de la família, 93 eren segones residències i 21 estaven desocupats. 259 eren cases i 21 eren apartaments. Dels 167 habitatges principals, 103 estaven ocupats pels seus propietaris, 58 estaven llogats i ocupats pels llogaters i 5 estaven cedits a títol gratuït; 4 tenien una cambra, 5 en tenien dues, 46 en tenien tres, 41 en tenien quatre i 70 en tenien cinc o més. 119 habitatges disposaven pel capbaix d'una plaça de pàrquing. A 67 habitatges hi havia un automòbil i a 82 n'hi havia dos o més.

### Piràmide de població
La piràmide de població per edats i sexe el 2009 era:
| Homes | Edats   | Dones |
| ----- | ------- | ----- |
| 0     | 95 o +  | 0     |
| 0     | 90 a 94 | 4     |
| 0     | 85 a 89 | 4     |
| 4     | 80 a 84 | 0     |
| 0     | 75 a 79 | 16    |
| 4     | 70 a 74 | 4     |
| 16    | 65 a 69 | 0     |
| 0     | 60 a 64 | 12    |
| 4     | 55 a 59 | 4     |
| 16    | 50 a 54 | 4     |
| 20    | 45 a 49 | 16    |
| 0     | 40 a 44 | 4     |
| 4     | 35 a 39 | 12    |
| 12    | 30 a 34 | 16    |
| 32    | 25 a 29 | 20    |
| 8     | 20 a 24 | 16    |
| 8     | 15 a 19 | 20    |
| 0     | 10 a 14 | 12    |
| 12    | 5 a 9   | 12    |
| 24    | 0 a 4   | 4     |

## Economia
El 2007 la població en edat de treballar era de 256 persones, 202 eren actives i 54 eren inactives. De les 202 persones actives 182 estaven ocupades (103 homes i 79 dones) i 20 estaven aturades (6 homes i 14 dones). De les 54 persones inactives 19 estaven jubilades, 11 estaven estudiant i 24 estaven classificades com a «altres inactius».

### Ingressos
El 2009 a Mesnil-Saint-Père hi havia 171 unitats fiscals que integraven 417 persones, la mediana anual d'ingressos fiscals per persona era de 17.622 €.

### Activitats econòmiques
Dels 25 establiments que hi havia el 2007, 1 era d'una empresa alimentària, 1 d'una empresa de fabricació d'altres productes industrials, 4 d'empreses de comerç i reparació d'automòbils, 9 d'empreses d'hostatgeria i restauració, 1 d'una empresa immobiliària, 5 d'empreses de serveis, 3 d'entitats de l'administració pública i 1 d'una empresa classificada com a «altres activitats de serveis».
Els 6 serveis als particulars que hi havia el 2009 eren restaurants.
Dels 2 establiments comercials que hi havia el 2009, 1 era una botiga de menys de 120 m² i 1 una botiga de mobles.
L'any 2000 a Mesnil-Saint-Père hi havia 4 explotacions agrícoles.

## Equipaments sanitaris i escolars
El 2009 hi havia una escola elemental integrada dins d'un grup escolar amb les comunes properes formant una escola dispersa.

## Poblacions més properes
El següent diagrama mostra les poblacions més properes.